# North Miami (Florida)
North Miami város az USA Florida államában, Miami-Dade megyében. Lakosainak száma 60 191 fő (2020. április 1.).

## Népesség
A település népességének változása:

| 2010 | 58 786 |
| 2020 | 60 191 |